# Louisa Nécib
Louisa Nécib Cadamuro (Marsella, 23 de enero de 1987) es una exfutbolista francesa. Jugaba de centrocampista en el Olympique de Lyon.
Por su calidad técnica y su origen argelino ha sido comparada a menudo con Zinedine Zidane.

## Trayectoria
Nécib comenzó su carrera en 2002 en el modesto Celtic de Marsella. Dos años más tarde debutó en la 1.ª División francesa con el CNFE Clairefontaine.
Tras jugar la temporada 2006-07 en el Montpellier, con el que ganó su primer título, una Copa nacional, Nécib fichó por el Olympique de Lyon, en el que se consolidó como una de las estrellas del fútbol femenino francés.
En el Olympique Nécib ha ganado, a fecha de 2013, 2 Ligas de Campeones, 6 Ligas y 3 Copas.
En la temporada 2008-09 fue nombrada mejor jugadora de la liga, y en 2013 estuvo nominada al Premio Puskás por un gol al Saint-Étienne en marzo.
- Celtic Marsella (2002-04)
- CNFE Clairefontaine (2004-06)
- Montpellier (2006-07)
- Olympique Lyon (2007-2016 )

## Selección
Nécib debutó con la absoluta francesa en febrero de 2005, en un amistoso contra Noruega. Al año siguiente jugó el Mundial sub-20.
Su primer torneo con la absoluta fue la Eurocopa 2009, en la que marcó un gol. Después jugó el Mundial 2011 y los Juegos Olímpicos 2012, en los que Francia llegó a las semifinales, y la Eurocopa 2013, donde cayó en cuartos.
En el Mundial 2011 entró en el once ideal del torneo. Su actuación le valió entrar en el top 10 del Balón de Oro 2011, en el 9.º puesto.
En el año 2016 anuncia su retirada de su carrera deportiva nivel internacional y club después de disputar los juegos olímpicos.